# Zhylandytaū
Zhylandytaū är kullar i Kazakstan.   De ligger i oblystet Qostanaj, i den centrala delen av landet, 500 km väster om huvudstaden Astana.